# Colletes montefragus
Colletes montefragus là một loài Hymenoptera trong họ Colletidae. Loài này được Raw mô tả khoa học năm 1984.